# Wolfhart V. von Brandis

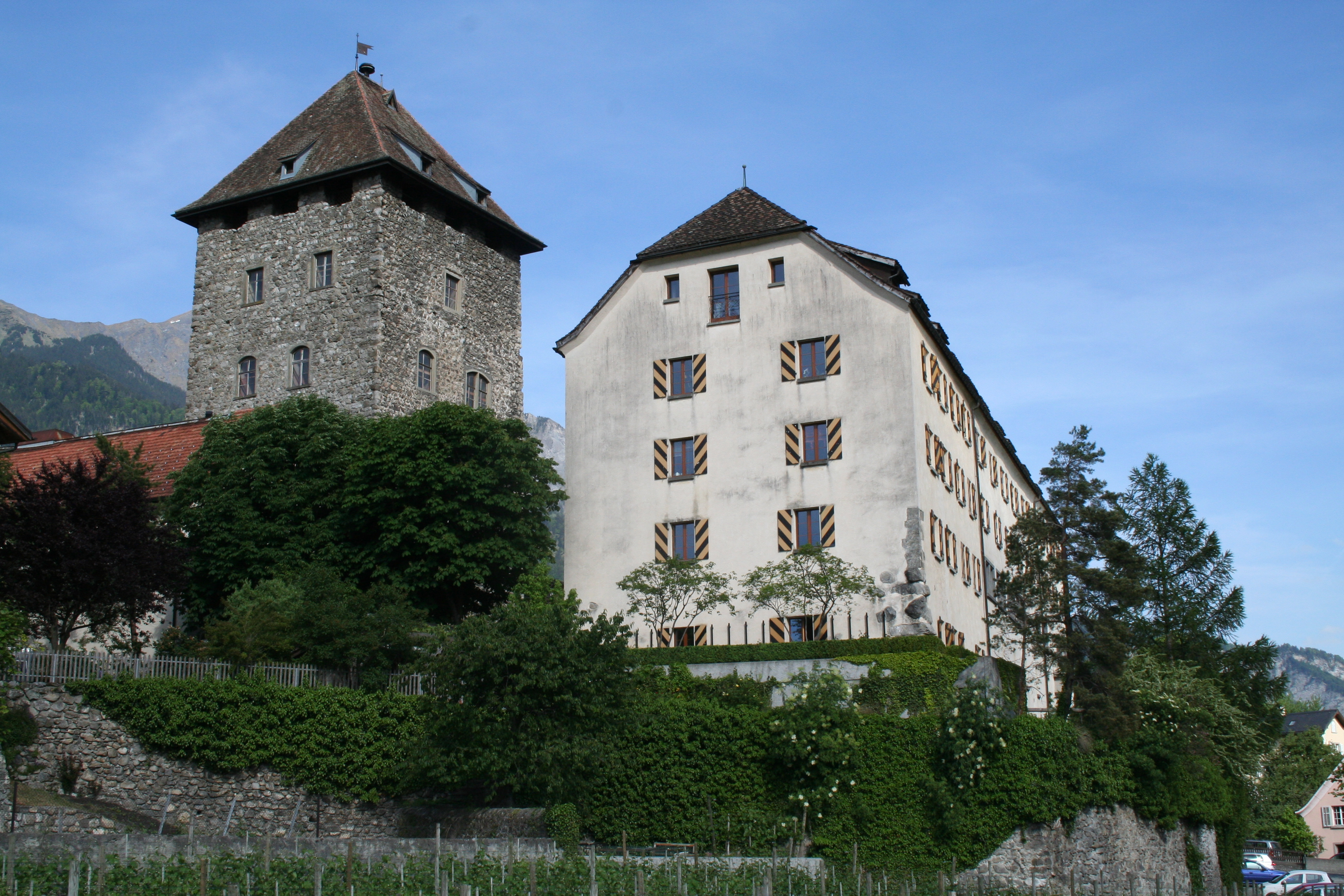
Schloss Brandis in Maienfeld. Ansicht von Westen.

Wolfhart V. von Brandis war ein Mitglied der Freiherren von Brandis, einem alten Adelsgeschlecht aus dem heutigen Kanton Bern der Schweiz. Unter seiner Herrschaft verlegten die Freiherren ihre Aktivitäten von Bern ins Alpenrheintal.

## Leben
Sein Geburtsdatum und sein Sterbedatum sind nicht überliefert. Urkundlich erwähnt wird er zwischen 1408 und 1456. Er war der einzige Sohn von Wolfhart IV. von Brandis und Clementa von Thierstein. Nach dem Tod seines Vaters übernahm er 1418 die Herrschaft über die Gebiete der Freiherren von Brandis im Kanton Bern, am Bodensee und im Rheintal. Zur Sicherung seiner Ostschweizer Besitzungen trat er 1429 in den Dienst Österreichs. Er war mit Verena von Werdenberg-Sargans verheiratet, einer Nichte des letzten Toggenburgers Friedrich VII. Durch diese Heirat übernahm er die Herrschaft über Maienfeld am 14. November 1437.
Von 1440 bis 1446 kämpfte er gegen die Habsburger im Alten Zürichkrieg. Zuerst mit Schwyz und Glarus auf Seiten der Alten Eidgenossenschaft gegen Zürich; nachdem Habsburg 1442 die Seiten gewechselt hatte, auf der Seite Zürichs im Sarganserland. 1444 führten die Eidgenossen mehrere Streifzüge im Rheintal durch. Glarus hatte Anspruch auf die Herrschaften Freudenberg und Nidberg erhoben. Deswegen erklärte Wolfhart V. am 30. November 1444 den Ständen Glarus und Schwyz den Krieg. Am 1. Dezember griff er die ehemaligen Verbündeten mit 6000 Mann an und vertrieb sie aus dem Sarganser Gebiet. Am 5. Februar 1445 beschlossen die Eidgenossen einen Feldzug gegen Wolfhart V. und gegen die Grafen von Werdenberg-Sargans. Die Eidgenossen hatten eben einen erfolgreichen Plünderungszug in Vorarlberg beendet. Sie brannten Balzers nieder, belagerten Sargans und erpressten Lösegeld, bevor sie sich über Weesen in ihr Stammgebiet zurückzogen. 
Am 14. Februar 1446 beschlossen die Eidgenossen einen weiteren Feldzug gegen das Oberrheintal, besonders gegen die Freiherren von Brandis mit ihren Besitztümern im heutigen Liechtenstein. Dabei musste Wolfhart V. am 6. März 1446 eine Niederlage in der Schlacht bei Ragaz hinnehmen. Doch die Eidgenossen nutzten diesen Sieg nicht für territoriale Erweiterungen und zogen sich in ihr Stammgebiet zurück.
1441 verkaufte Wolfhart V. den Stammsitz seiner Familie Burg Brandis an die Herren von Scharnachthal, nachdem er bereits 1439 den Besitz Weissenburg verkauft hatte.
Wolfhart V. hatte mehrere Kinder darunter seinen Erben Wolfhart VI. von Brandis, Sigmund I. von Brandis, Ulrich von Brandis, Ortlieb von Brandis und Burkard von Brandis.